# Alixe Sylvestre
Pour les articles homonymes, voir Sylvestre.
Alixe Sylvestre, née le 27 janvier 1950, est une femme de lettres, romancière et journaliste française.
Sa carrière de journaliste se déroule à L'Est républicain. Elle a publié une douzaine de livres pour l'enfance et la jeunesse sous le nom de Simone Schmitzberger, des contes et, depuis 2018, quatre romans.

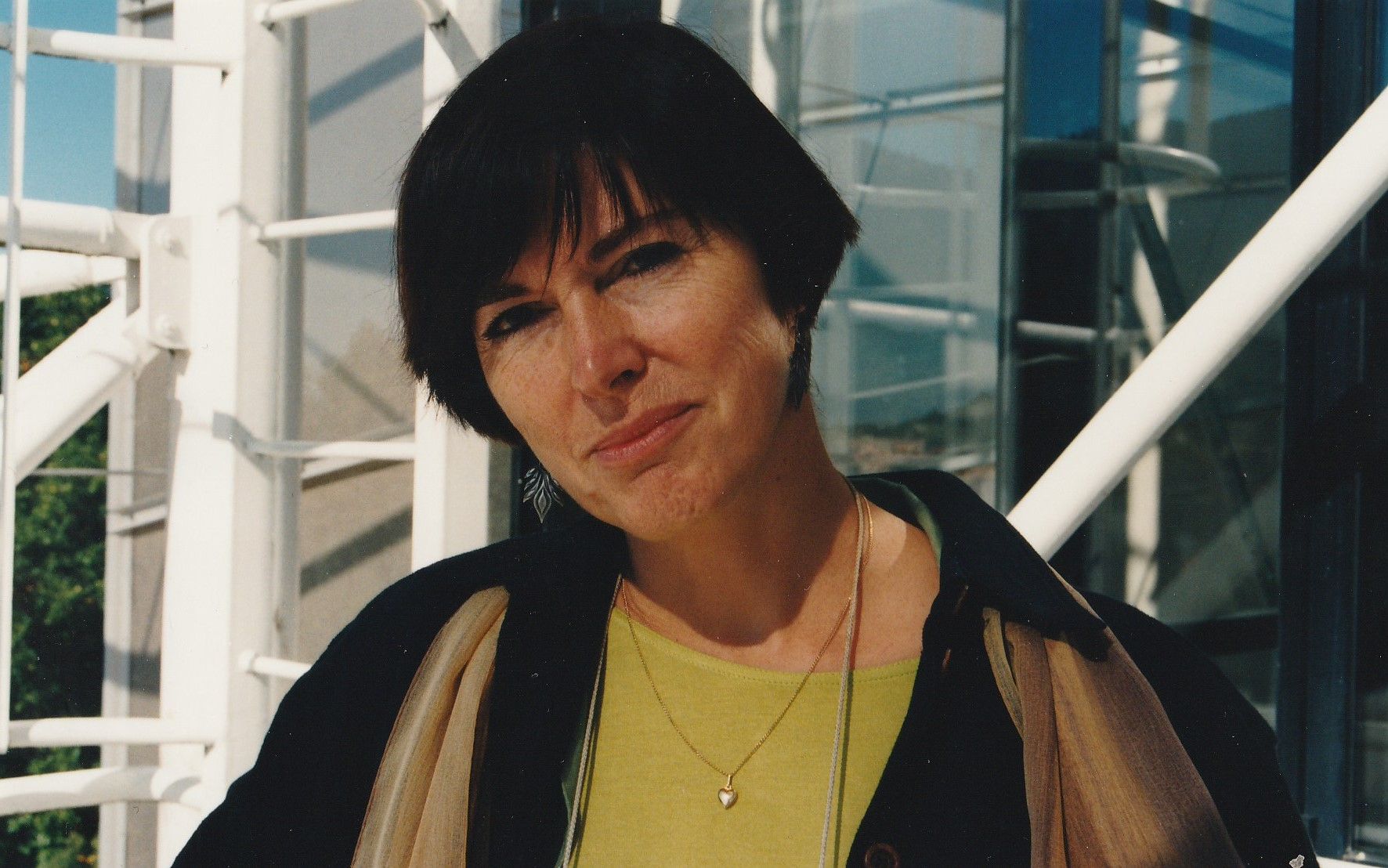
Simone Schmitzberger au Festival international de géographie en 1997.

## Biographie
Alixe Sylvestre est originaire des Vosges, née de parents paysans dans la région de la forêt de Darney.
Elle obtient une maîtrise de lettres à la faculté de Nancy avant de devenir journaliste pour L'Est Républicain durant 27 années. Ses articles sont signés Simone Schmitzberger comme les premiers livres pour la jeunesse qu'elle publie à partir de 1985 chez les éditeurs Bayard, Nathan et Flammarion.

## Œuvres

### Littérature d'enfance et de jeunesse
- 1985 : Simone Schmitzberger (ill. Volker Theinhardt), Chouette soirée, Centurion, coll. « Les Belles histoires de " Pomme d'Api " » (no 155), 33 p. (ISBN 2-227-71112-4).
- 1986 : Simone Schmitzberger (ill. Colette Camil), Basile le robot, Centurion, coll. « Les Belles histoires de " Pomme d'Api " » (no 168), 34 p. (ISBN 2-227-71122-1). Paru aussi sous le titre Une nounou peu ordinaire..
- 1987 : Simone Schmitzberger (ill. Michel Guiré Vaka), Violettes, Dînette et Fête, Centurion, coll. « Les Belles histoires de " Pomme d'Api " » (no 174), 34 p. Paru aussi sous le titre Une bonne raison pour faire la fête..
- 1987 : Simone Schmitzberger (ill. Volker Theinhardt), Bonne Nuit, Marmottes !, Centurion, coll. « Les Belles histoires de " Pomme d'Api " » (no 182), 34 p. (ISBN 2-227-71134-5).
- 1990 : Simone Schmitzberger (ill. Françoise Rousset), Quand les crocodiles auront des ailes, Nathan, coll. « Tourne page », 31 p. (ISBN 2-09-274173-X).
- 1996 : Simone Schmitzberger, Sous le soleil de minuit, Flammarion, coll. « Castor Poche » (no 572), 150 p. (ISBN 2-08-164212-3).
- 1997 : Simone Schmitzberger (ill. Savine Pied), Dis, mamie, Père Castor Flammarion, coll. « Premières histoires », 24 p. (ISBN 2-08-166085-7).
- 1997 : Simone Schmitzberger (ill. Marcelino Truong), Le Petit Crayon violet, Père Castor Flammarion, coll. « Les Trois loups. Faim de loup », 57 p. (ISBN 2-08-160609-7).
- 1997 : Simone Schmitzberger (ill. Corinne Baret-Idatte), Le Vol des bisous, Père Castor Flammarion, coll. « Les Trois loups. Loup-garou », 42 p. (ISBN 2-08-166129-2).
- 1999 : Un carton jaune pour deux, Bayard, coll. « Cœur grenadine », 139 p. (ISBN 2-227-75709-4).
- 2000 : Simone Schmitzberger (ill. Anne Letuffe), Tu m'aimes, dis ?, Père Castor Flammarion, coll. « Les Trois loups. Chanteloup », 23 p. (ISBN 2-08-166185-3).
- 2001 : Simone Schmitzberger, Dernier Été sur l'île, Bayard, coll. « Cœur grenadine », 118 p. (ISBN 2-7470-0389-2).
- 2013 : Alixe Sylvestre (ill. Delphine Aubry), Drôle de ménagerie, Girecourt sur Durbion, Éditions des Bestioles, 30 p. (ISBN 978-2-9529232-9-3).

### Contes
- 2007 : Alixe (ill. Sidonie Hollard), Les Contes du palais perdu, Épinal, S. Schmitzberger, 144 p.
- 2009 : Alixe Schmitzberger (ill. Sidonie Hollard), La neige fond sur ton cœur, La Broque, Les Petites vagues, coll. « Vague à bond », 30 p. (ISBN 978-2-35965-008-2).
- 2019 : Alixe Sylvestre (ill. Stéphanie Gysin), Les Filles aux cheveux d'algues, Épinal, S. Schmitzberger, 59 p.

### Romans (sous le nom d'Alixe Sylvestre)
- 2018 : Alixe Sylvestre, La Presqu'île aux oisanges, Malzéville, Territoires témoins, coll. « Dépendances », 223 p. (ISBN 978-2-918634-41-6).
- 2020 : Alixe Sylvestre, La Femme au chien jaune, Malzéville, Territoires témoins, coll. « Dépendances », 212 p. (ISBN 978-2-918634-48-5).
- 2021 : Alixe Sylvestre, Fugue à deux voix, Malzéville, Territoires témoins, coll. « Dépendances », 166 p. (ISBN 978-2-918634-52-2).
- 2022 : Alixe Sylvestre, Le Gars de la combe, Malzéville, Territoires témoins, coll. « Dépendances », 194 p. (ISBN 978-2-918634-60-7)[4].

## Distinction
- 2018 : Prix du salon du livre féminin à Hagondange.
- 2023 : Prix Erckmann-Chatrian pour son roman Le Gars de la combe[5].